# Horisme anguligera
Horisme anguligera là một loài bướm đêm trong họ Geometridae.